# Веселянська волость
Веселянська волость — адміністративно-територіальна одиниця Мелітопольського повіту Таврійської губернії.
Станом на 1886 рік складалася з 3 поселень, 3 сільських громад. Населення — 3212 осіб (1621 чоловічої статі та 1591 — жіночої), 563 дворових господарств.
|                    | Площа, десятин | У тому числі орної, дес. |
| ------------------ | -------------- | ------------------------ |
| Сільських громад   | 7625           | 5882                     |
| Казенної власності | 7293           | 2000                     |
| Іншої власності    | 120            | 120                      |
| Загалом            | 15038          | 8002                     |

Поселення волості:
- Веселянка — село при річці Конка за 95 верст від повітового міста, 1159 осіб, 208 дворів, школа, лавка, цегельний завод.
- Хитрівка — село при річці Конка, 579 осіб, 82 двори, лавка.
- Царицин Кут — село при річці Конка, 579 осіб, 82 двори, православна церква, школа, лавка.